# جاك بيكرينغ
جاك بيكرينغ (بالإنجليزية: Jack Pickering)‏ (18 ديسمبر 1908 في المملكة المتحدة - 1977) هو لاعب كرة قدم بريطاني في مركز مهاجم داخلي. شارك مع منتخب إنجلترا لكرة القدم. أما مع النوادي، فقد لعب مع شيفيلد يونايتد.

## وصلات خارجية
- جاك بيكرينغ على موقع قاعدة بيانات كرة القدم.إي يو (الإنجليزية)
- جاك بيكرينغ على موقع ناشيونال فوتبول تيمز (الإنجليزية)